# 진성티이씨
진성티이씨(Jinsung TEC)는 대한민국의 건설 기계 하부 주행체 부품 기업이다. 본사는 경기도 평택시 세교산단로 3 (세교동)에 위치해 있으며 대표이사는 윤우석이다. 

## 사업
세계 최대 중장비 업체인 캐터필러(Caterpillar, CAT)와 오랜 기간 긴밀한 관계를 유지하고 있으며 美 캐터필러 굴삭기의 하부 주행체 부품을 생산 납품한다
주요 제품은 Roller, Idler, Sprocket 등이다 신사업으로 두산퓨얼셀향 수소 연료 전지 부품인 압력판, 매니폴더를 독점 공급하고 있다

## 배당
2024년 시가 배당률은 1.86%에 1주당 200원의 현금 결산 배당을 하였다

## 상장
2000년 7월 코스닥 시장에 상장하였다

## 같이 보기
- 전진건설로봇
- 수산중공업

## 참고 문헌
1. ↑  ‘현금 부자’ 진성티이씨, 美 인프라 법안 수혜주 부각, 인포스톡데일리, 2022.11.14
2. ↑  방철호, 한국IR협의회 기술분석보고서-진성티이씨, 2024.04.11.[깨진 링크(과거 내용 찾기)]
3. ↑  박민, 한국투자증권 기업분석 Brief-진성티이씨 , 2012. 9. 18
4. ↑  김수현, DS증권 Company Analysis-진성티이씨 , 2023.07.13
5. ↑  이원재, 한국IR협의회 기업리서치센터 기술분석보고서-진성티이씨, 2022.09.20
6. ↑  한병화, 유진투자증권 기업분석보고서-진성티이씨, 2020. 09. 10
7. ↑  진성티이씨, 1주당 200원 현금 배당 결정, 이데일리, 2024.03.06
8. ↑  서울대 투자연구회 Equity Investment Research 2020년 10월 31일